# Zvérevo
Zvérevo (en ruso: Зверево) es una localidad rusa del óblast de Rostov situada a 140 km al noreste de Rostov del Don
La localidad fue fundada a principios del siglo XX como un pequeño asentamiento creciendo hasta que en 1929 alcanzó la categoría de asentamiento de tipo urbano en 1929, y estatus de ciudad en 1989.

## Demografía
| 1939  | 1979   | 1989   | 1996   | 2002   | 2008   |
| ----- | ------ | ------ | ------ | ------ | ------ |
| 7 500 | 21 700 | 28 206 | 32 800 | 25 356 | 23 678 |